# Stazione di Equi Terme
La stazione di Equi Terme è una fermata ferroviaria posta lungo la linea Lucca Aulla, a servizio dell'omonimo abitato.

## Storia
Inaugurata il 1º agosto 1930 contestualmente al tronco di linea proveniente da Monzone, la fermata serviva la frazione del comune di Fivizzano che all'epoca risultava divisa tra i comuni di Fivizzano e Casola in Lunigiana.
All'atto dell'attivazione del DCO sulla linea, l'impianto è stato declassato a semplice a fermata e conseguentemente privato dei 3 binari di incrocio e dello scalo merci. Quest'ultimo, dopo essere stato utilizzato come area di cantiere ai tempi della costruzione della galleria di Ugliancaldo, passò a servizio dell'attività estrattiva della zona.
Durante il Secondo Conflitto Mondiale, a motivo della posizione protetta, lo scalo fu utilizzato per il ricovero e il carico dei treni con materiale bellico destinato al Polverificio della Regia Marina di Pallerone. Nel 2002 la fermata risultava impresenziata insieme ad altri 25 impianti situati sulla linea.

## Strutture e impianti
Capolinea del tronco proveniente da Aulla fino al dopo guerra, la fermata gestiva un importante numero di viaggiatori diretti agli stabilimenti termali oltre a provvedere al carico del materiale estratto dalle cave.
La fermata possiede un fabbricato viaggiatori, di un fabbricato per i servizi igienici e di due banchine, collegate tra loro tramite un attraversamento a raso, che servono i soli due binari di transito (il due in servizio, mentre il primo è stato dismesso da tempo). L'impianto disponeva inoltre di uno scalo merci di cui è rimasto il piano caricatore e dei binari tronchi che lo collegavano alla linea principale.

### Danni del terremoto del 2013
Nel 2013 il fabbricato viaggiatori venne seriamente danneggiato al perimetro lato Aulla ed ora risulta inagibile e recintato. Fino a tale data parte dei suoi locali erano in concessione ad un pastificio.

## Movimento
La fermata è servita dalle corse svolte da Trenitalia nell'ambito del contratto di servizio con la Regione Toscana.

## Servizi
La fermata dispone di:
- Servizi igienici

I seguenti servizi, in seguito al terremoto del 2013, non sono più disponibili:
- Biglietteria automatica
- Sala d'attesa

## Interscambi
La fermata permette i seguenti interscambi:
- Fermata autobus